# Haewon
吳海嫄（： Oh Hae-Won；2003年2月25日—），藝名為Haewon（： Hae won），韓國女歌手，為JYP娛樂旗下女子音樂組合NMIXX的隊長。

## 人物
據NMIXX成員Sullyoon表示，對吳海嫄的第一印象有點高冷，但實際上是一位淘氣又有趣的人。在追求音樂和夢想過程中，Haewon坦言最大的影響是來自自己父母的支持。從4歲開始，父親會打印歌詞讓她跟唱；母親即支持學習舞蹈。其音樂受到The Weeknd及謎幻樂團影響。小學三年級時，英語老師播放了謎幻樂團惡魔的演唱表演影片，令其深受感動並開始對流行音樂產生興趣。在15歲時，參加了由JYP舉辦的為期3日的新女團選秀活動，最終入選成為JYP練習生並進行為期五年的練習生。出道前，因通勤時間過長的原因及實力評價被評為第一名，被稱為「JYP傳說中的練習生」。偶像為金世正，崇拜對同一或不同領域都勇於向前挑戰並成功的偶像 。

## 演藝生涯
2021年11月4日，JYP娛樂在NMIXX官方YouTube頻道發布了Haewon的翻唱影片，成為NMIXX第六位成員。
2022年2月22日，Haewon作為NMIXX隊長正式出道，NMIXX於同日發行單曲專輯《AD MARE》。9月24日，成為節目《Music Universe K-909》內單元「全球排行榜論壇」的助理教授。
2023年1月6日，擔任音樂節目《音樂銀行》特別MC。3月11日，參與節目《李茂珍Service》。7月22日，擔任音樂節目《Show! 音樂中心》特別MC。8月24日，參與綜藝節目《韩文哲的黑匣子评论》。12月28日，擔任SBS節目《超沉浸式的生活》常駐主持人。
2024年4月4日至9月5日，擔任網絡節目《Workdol第二季》常駐主持，其中《Workdol》節目中的「外貌Check」成為了迷因，亦憑借着節目擔任了《JTBC新聞室》的天氣預報員。Haewon在《Workdol》中展示了積極工作的兼職生的形象。在這契機下，她擔任了兼職招聘網站及二手交易平台daangn的代言；同時，她亦為LG電子及Post Holdings旗下產品拍攝廣告宣傳。
2024年5月18日，參與綜藝節目《認識的哥哥》。7月11日，擔任SBS節目《超沉浸式的生活》第二季的常駐主持人。8月5日，擔任《2024中秋特輯偶像明星運動會》的主持人。9月10日，為漫畫《Maru is a Puppy》獻唱OST。10月10日，擔任樂卡克(韓國地區)2024下半年活動模特兒之一。11月28日至2025年3月6日，擔任網絡節目《Workdol第三季》常駐主持。
2025年1月18日，與朴昣奏、Ailee及李美珠在綜藝節目《玩什麼好呢》中「冬天想演唱的歌曲」企劃內組成「-10°C」，並翻唱金煙雨於1999年1月1日推出的歌曲Is it still beautiful(여전히 아름다운지)。

## 音樂作品

### 翻唱歌曲
| 年份   | 日期     | 歌手            | 曲目                  | 專輯             | 來源          | 備註                            |
| ------ | -------- | --------------- | --------------------- | ---------------- | ------------- | ------------------------------- |
| 2021年 | 11月4日  | 史蒂芬妮·普特里 | I Love You 3000       | I Love You 3000  | [ 41 ]        |                                 |
| 2021年 | 11月12日 | BTS 酷玩樂團    | My Universe           | 星際漫遊         | [ 42 ] [ 43 ] |                                 |
| 2021年 | 11月25日 | Destiny's Child | Survivor              | Survivor         | [ 44 ]        | 與NMIXX Lily共同翻唱            |
| 2025年 | 1月18日  | 金煙雨          | Is it still beautiful | A Night In Seoul | [ 40 ]        | 與朴昣奏、Ailee及李美珠共同翻唱 |

## 頒獎典禮
| 年份 | 頒獎典禮             | 獎項           | 提名   | 結果 | 參考   |
| ---- | -------------------- | -------------- | ------ | ---- | ------ |
| 2024 | 《韓國年度品牌大賞》 | 網路娛樂主持人 | Haewon | 提名 | [ 45 ] |
| 2025 | 百想藝術大賞         | 女綜藝人獎     | Haewon | 提名 | [ 46 ] |

## 註解
1. ↑  約三個半小時至四個半小時